# Club Atlético Atlanta
El Club Atlético Atlanta es una institución social, cultural y deportiva argentina, radicada en el barrio de Villa Crespo, Buenos Aires. Fue fundado el 12 de octubre de 1904. Actualmente disputa la Primera Nacional, segunda categoría del fútbol argentino.
Comenzó su participación futbolística en 1906, año en el que se afilió a la Tercera División de la Asociación del Fútbol Argentino. En 1907 se inscribió en Segunda División, obteniendo el ascenso a la máxima categoría en 1912. Fue uno de los clubes fundadores de la Liga Argentina de Football en 1931 y hasta 1984 participó en 45 temporadas de la Primera División.
A lo largo de su historia, considerando tanto su etapa amateur como profesional, ha logrado, en diferentes categorías, 7 títulos oficiales (cinco campeonatos locales de Segunda y Tercera División y dos copas nacionales), entre los que se destaca la Copa Suecia en 1958, cuya obtención lo convirtió en el segundo club de la ciudad de Buenos Aires fuera de los cinco grandes del fútbol argentino (después de Huracán) en obtener un torneo oficial organizado por la Asociación del Fútbol Argentino entre clubes de Primera División en el profesionalismo. Consiguió, además, el subcampeonato en la Copa Argentina 1969.
Si bien su actividad principal es el fútbol, el club posee varias secciones deportivas entre las que destacan el futsal, el tenis de mesa perteneciente a la primera división A, el muay thai, y el boxeo, entre otros.

## Historia

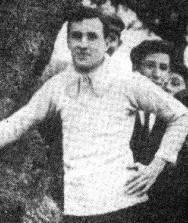
Emilio Bolinches, uno de los fundadores de Atlanta.

El Club Atlético Atlanta fue fundado el 12 de octubre de 1904, fecha escogida con motivo del Día de la Raza, en la casa del comerciante Elías Sanz ubicada en calle Alsina 1119, barrio de Montserrat. En dicha reunión se acordó bautizar al club como Atlanta Athletic Club. En torno a esta elección existen varias teorías: por un lado, se afirma que esta habría surgido en conmemoración al terremoto ocurrido en la homónima ciudad de Estados Unidos unos meses antes de la fecha de fundación del club, mientras que otra versión apunta a que el nombre provendría de un barco de guerra también estadounidense que habría arribado al puerto de Buenos Aires con motivo de la proclamación de Manuel Quintana como presidente de la República Argentina.
El significado del nombre, no menos importante por el sentido del nombre del club se orienta al mito griego de Atalanta, la mujer griega que se consagró a la diosa de la caza Artemisa, la historia da cuenta de que esta mujer mitológica de pies rápidos solía salir siempre vencedora adicionalmente en competencias a modo de carreras similares a lo que modernamente se conoce como el Atletismo de hoy, de allí es que también puede surgir el significado Atlanta, sin importar si el género fuese con otras mujeres, o si las carreras fuesen también con la participación de varones. Atlanta deriva de Atalanta pero se eliminó la 'a' entre la 't' y la 'l' porque el nombre de todos modos remite siempre a la ciudad de Atlanta o al barco estadounidense "Atlanta", y que en ambos casos recibieron ese nombre en homenaje al segundo nombre de la hija de uno de los fundadores de la Ciudad estadounidense capital del Estado de Georgia, USA. Esto estaría dando cuenta que el Club Atlético Atlanta, está al menos en lo que al significado del nombre del club se refiere fuertemente ligado al Atalanta Bergamasca Calcio de Italia y al Atlanta United de la ciudad inspiradora del nombre del reciente club estadounidense de fútbol.
Leyendo la leyenda completa de Atalanta, en otros sitios aparte de Wikipedia, se podría aportar luz al nombre del equipo complementariamente a algo más que la hipótesis más fuerte del nombre del club relacionada con la visita de ese barco estadounidense que estuvo un par de veces en el puerto de la Ciudad Autónoma de Buenos Aires, y más que por el barco, por las características atléticas de los tripulantes del mismo, que su paso por Buenos Aires a comienzos del siglo XX dejaron huella en aquellos tiempos, más otros ciertos detalles anécdoticos que se han perdido definitivamente pero que posiblemente impresionaron de un modo muy significativo a los primeros jóvenes amigos que comenzaban a practicar este deporte de comienzos de siglo XX. Más allá de que el registro histórico de catástrofes naturales (el terremoto mencionado más arriba como hipótesis alternativa) no ha quedado en los registros de la historia del Estado de Georgia, USA, es ahí que Atalanta, es decir Atlanta Athletic Club en sus inicios se atribuía que 'arrasaba' metafóricamente a sus rivales en las competencias corriendo con pies rápidos, punto de partida de mito griego de Atalanta. Se sugiere la lectura del mito completo para comprender ciertas asociaciones entre un club que sobrevivió a miles de clubes de barrio de las primeras décadas de amateurismo e incluso en los primeros años del profesionalismo y sin tener estadio propio hasta recién entrada la década del '40, llegando a sobrevivir hasta nuestros días, superando incluso graves dificultades en distintos momentos de su historia ya sea de índole futbolística o de naturaleza institucional, tal el caso de una quiebra en el año 1991 (25 de septiembre de dicho año), ver más adelante.
Los colores del club, amarillo y azul, en tanto fueron escogidos en referencia a los colores de los toldos que cubrían los negocios comerciales en la época. Así pues, estos se vieron reflejados tanto en el escudo de la institución como en la indumentaria deportiva.
El primer campo de juego del club se ubicó en Juan B. Alberdi y Escalada en el barrio de Villa Luro, sin embargo, Atlanta permaneció muy poco tiempo en aquel sitio ya que, a causa principalmente de las dificultades económicas, cambió de terreno en diversas oportunidades.[cita requerida] hasta concretar la construcción del actual Estadio Don León Kolbovski. Lo anterior le valió ganarse el apodo de «bohemios», por el cual se identifica tanto a los aficionados como a los futbolistas del club hasta la actualidad.

### Amateurismo (1906-1930)

#### Años 1902

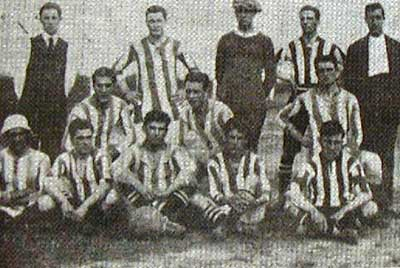
En 1908, Atlanta se consagró campeón de la Copa Bullrich luego de batir en la final a Instituto Americano, por 2-1, en cancha de Gimnasia y Esgrima de Buenos Aires.

A comienzos de 1906, ante el crecimiento en el plano deportivo, Atlanta decidió afiliarse a la Tercera División de la Argentine Football Association, en la que inscribió un equipo A y uno B, además de un plantel C que fue incorporado a la Cuarta División. El primer equipo de Atlanta debutó oficialmente derrotando a Racing Club B el 22 de abril de 1906.[cita requerida] En su primera campaña oficial el club alcanzó las semifinales del torneo de Tercera División, en las que cayó derrotado frente al Club Gath y Chaves B por 0-2. Ese mismo año, con el objetivo de afianzar su estructura institucional, Atlanta concretó la fusión con el Club Atlético del Oeste. Si bien en un principio esto suponía cambiar la denominación de la institución por la de Club Atlético Chacabuco, finalmente se optó por mantener el nombre de Atlanta.
En la temporada 1907 el club se consagró campeón de Tercera División, luego de batir en la final a Gimnasia y Esgrima de Buenos Aires por 4-1 el 10 de noviembre de 1907.[cita requerida] En dicha campaña destacó el triunfo por 21-1 sobre Independiente C, a la fecha la mayor diferencia de goles obtenida por el equipo.[cita requerida] Ese año se tomaron adicionalmente dos importantes decisiones en el plano institucional: se optó por mantener el amarillo y el azul como los colores oficiales del club, los cuales estuvieron en entredicho a fines de 1906, mientras que por otra parte se dictó una norma que impidió a los socios de Atlanta estar ligados además a otra institución.
Gracias al título obtenido en la temporada anterior, en 1908 Atlanta se inscribió en la Segunda División de la Argentine Football Association, adjudicándose ese mismo año la Copa de Competencia Adolfo Bullrich, competencia con un formato de eliminación directa que se jugaba de forma paralela al campeonato de Segunda División, luego de imponerse en la final al Instituto Americano de Adrogué por 2-1 el 8 de septiembre. En el ámbito institucional por su parte, debido a disposiciones municipales, Atlanta tuvo que cambiar de localidad en varias ocasiones, jugando entre otros terrenos en Ferro y Banco Nación, hasta retornar a Parque Chacabuco.

#### Años 1910 y 1920

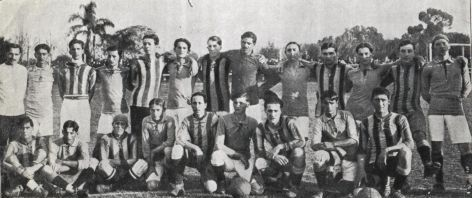
Atlanta en 1915.

Atlanta continuó participando en la Segunda División, que en 1911 pasó a ser la tercera categoría debido a la  creación de la División Intermedia. En julio de 1912, fecha en la que tras escindirse de la Argentine Football Association para pasar a formar parte de la Federación Argentina de Football fue ascendido sin escalas por reestructuración a la Primera División de esta última. En la misma debutó oficialmente el 14 de julio de 1912 frente a Estudiantes de La Plata, en el que constituyó el primer encuentro disputado por Atlanta en la máxima categoría del fútbol argentino.
En 1915, luego de la unificación entre las entidades rectoras del fútbol argentino, Atlanta se integró a la Asociación Argentina de Football, no obstante, se posicionó en la vigésima primera ubicación a solo un punto del descenso. En la AAF permaneció hasta 1919, cuando nuevos conflictos entre las instituciones componentes de esta provocaron la escisión de catorce clubes, entre ellos Atlanta, quienes conformaron la Asociación Amateurs de Football, entidad que organizó su propio campeonato ese mismo año. En su primera campaña en dicha competición, Atlanta se ubicó en la quinta posición, escalando hasta la cuarta casilla en la temporada siguiente.
En 1921 y 1922 Atlanta se ubicó en la medianía de la tabla de posiciones, ese último año destacó por la inauguración del primer estadio de la institución, ubicado en Humboldt 470, con un encuentro frente a River Plate con resultado de 1-1. El gol de Atlanta fue convertido por Gualberto Galeano.
En las siguientes temporadas el club no obtuvo los resultados esperados, llegando a finalizar en la última posición del campeonato de 1926. Un año más tarde se produjo la reunificación entre la Asociación Argentina de Football y la Asociación Amateurs de Football, sin embargo, los resultados no mejoraron y Atlanta se posicionó habitualmente en la parte baja del campeonato. En 1930, que a la postre fue su última temporada en el amateurismo, el club se ubicó en el vigésimo tercer puesto sobre treinta y seis equipos. El 10 de mayo de 1931, disputó su último partido en el amateurismo, donde igualó por 1 a 1 de local con Racing por la primera fecha del campeonato, que luego quedaría anulado por una nueva escisión en el fútbol argentino.

### Profesionalismo (1931-presente)

#### Años 1930

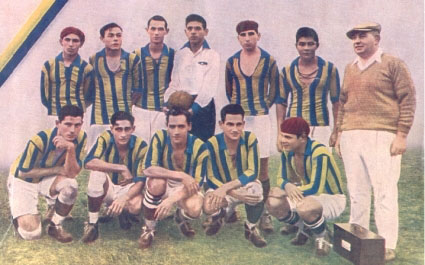
Atlanta en su segunda temporada en el profesionalismo, 1932.

En su estreno en el profesionalismo Atlanta enfrentó a River Plate, siendo derrotado por 0-1 el 31 de mayo, en la primera fecha del Campeonato de Primera División 1931. Si bien su primer triunfo llegó en la fecha siguiente, victoria por 3-1 frente a Chacarita Juniors, el club ganó solo cuatro partidos a lo largo del certamen, finalizando al término de este en última ubicación de la tabla de posiciones.
En 1932 Atlanta volvió a ocupar el último puesto del campeonato en compañía de Talleres y Tigre. Dicho año estuvo marcado, ante el fracaso en la temporada anterior del fichaje de algunos miembros del plantel uruguayo campeón del mundo en 1930, por la incorporación de trece futbolistas de nacionalidad paraguaya al primer equipo. No obstante, ante los resultados adversos fueron constantes los cambios del equipo titular, llegando a utilizar 60 jugadores a lo largo de los 34 encuentros del torneo, marca que permanece como récord hasta el presente.[cita requerida]
Después de finalizar antepenúltimo en 1933, año en el que además el club obtuvo la personería jurídica el 31 de julio, para el campeonato de 1934 la Liga Argentina de Fútbol, que a fines de ese año se fusionaría con la Asociación Argentina de Football (Amateurs y Profesionales) para formar la AFA, efectuó una serie de reformas al torneo de Primera División, entre las que se contaron el descenso de algunos clubes y la imposición a otros de fusionarse. Acatando esta última medida Atlanta fue obligado a unirse con Argentinos Juniors, y formaron un selectivo con jugadores de los dos equipos para disputar el certamen. No obstante, la unión no llegó a completar la temporada: a los problemas de organización entre ambas instituciones, se agregó que Atlanta fue intervenido por irregularidades administrativas, y la unión que formaba desafiliada, por lo que debió abandonar el campeonato luego de disputar la fecha 25, y el torneo fue concluido solo por Argentinos Juniors.

Tras ser reintegrado de manera autónoma a la AFA en 1935,[cita requerida] en los siguientes años el club logró mejorar su rendimiento futbolístico, consiguiendo su mejor participación de la década en la temporada 1936, en la que se ubicó sexto en la Copa de Honor y séptimo en la Copa Competencia. Durante este período la institución además amplió su actividad deportiva al agregar el boxeo.

#### Años 1940

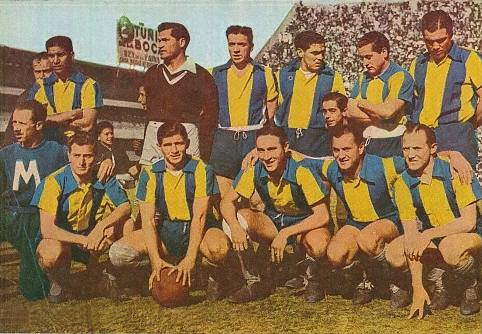
En 1947, Atlanta consumó su primer descenso de categoría.

Los años 1940 comenzaron en el plano deportivo con Atlanta logrando la permanencia en Primera División en la última fecha luego de derrotar a Independiente, subcampeón de ese año, por 6-4, mientras que en el plano institucional el club siguió aumentando su patrimonio con la inauguración de la pista de patinaje en 1942.[cita requerida] En los siguientes años el club consiguió mejorar su rendimiento deportivo llegando a ocupar el séptimo puesto en 1944, además de sumar nuevas disciplinas a sus actividades deportivas, entre ellas el balonmano, y concretar definitivamente la compra de los terrenos adyacentes al estadio del club el 17 de marzo de 1946. No obstante, en la temporada 1947 pese a un ambicioso proyecto deportivo impulsado por la directiva de la institución, que incluyó las incorporaciones de Adolfo Pedernera y Juan Burgueño, Atlanta consumó su primer descenso tras finalizar en la decimosexta casilla del campeonato luego de perder en la última fecha frente a River Plate por 0-1.
Solo una temporada permaneció Atlanta en el campeonato de ascenso, ya que, ante la suspensión del torneo a causa de una huelga de futbolistas, la AFA decidió devolver las plazas de Primera División a los equipos que habían descendido en los años 1946 y 1947.[cita requerida]

#### Años 1950

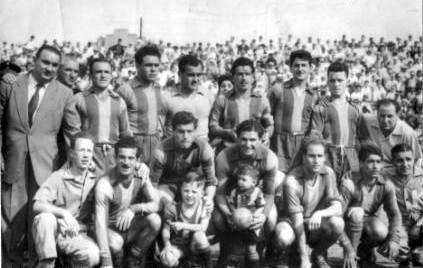
El plantel de Atlanta que obtuvo el título de Primera B en 1956.

Pese al deterioro en el rendimiento deportivo, los años 1950 iniciaron con conformación de la Compañía de tierras de Villa Crespo[cita requerida] cuyo objetivo era llevar a cabo las tratativas con miras a la compra del terreno contiguo al club -hasta entonces de propiedad de ferrocarril San Martín-, adquirido finalmente en 1952, además de la creación de la sección de baloncesto. No obstante, en 1952 Atlanta perdió nuevamente la categoría tras finalizar en la última ubicación con solo dos triunfos en treinta encuentros y trece puntos por debajo de Newell's Old Boys.[cita requerida]
En su segundo periplo por la división de ascenso Atlanta permaneció hasta 1956, temporada en la que con Victorio Spinetto en el banquillo se consagró campeón de la Primera B, luego de finalizar con siete puntos de ventaja sobre Central Córdoba de Rosario en una campaña en la obtuvo 22 triunfos y solo 5 derrotas en 34 encuentros, llegando a acumular 15 fechas sin perder. Los jugadores que integraron el equipo de ese año fueron: Rocha; Ovide y Etchegaray; Desanzo, Claria y Betinotti; De Zorzi, Guenzatti, Bravo, Fazzolari y Fernández Den. Ese año además la institución finalizó la construcción del natatorio e incorporó el atletismo a sus prácticas deportivas.
Tras ubicarse décimo segundo en su regreso a Primera División, al año siguiente Atlanta realizó hasta ese entonces su mejor campaña desde su ingresó al profesionalismo, tras ubicarse en la cuarta posición en un campeonato en el que llegó a posicionarse puntero tras derrotar a River Plate en condición de visitante en la fecha 8. Entre los jugadores que integraban el primer equipo se encontraban: Hugo Orlando Gatti, Néstor Errea, Carlos Timoteo Griguol, Mario Griguol, Alberto González (Gonzalito) y Luis Artime entre otros. Cabe mencionar que ese año comenzó la disputa de la Copa Suecia, competición donada por el embajador de Suecia Carl Herbert Borgenstierna y obtenida por Atlanta, que se proyectó con el objetivo de que se disputase durante la participación de la selección de fútbol de Argentina en la Copa del Mundo.
Luego del séptimo puesto alcanzado en 1959, en la temporada 1960 ocurrieron dos hechos importantes en la historia del club: por un lado, con la obtención de la Copa Suecia el 29 de abril de ese año tras vencer en la final a Racing Club por 3-1 con anotaciones de Julio Nuin, Roberto Bellomo y Alberto González, Atlanta se convirtió en el segundo club de la Capital Federal, fuera de los denominados «cinco grandes del fútbol argentino», en obtener una copa nacional en la era profesional organizado por la AFA; mientras que el 5 de junio el club disputó el primer encuentro en su nuevo estadio frente a Argentinos Juniors por la octava fecha del campeonato oficial de Primera División.[cita requerida]

#### Años 1960

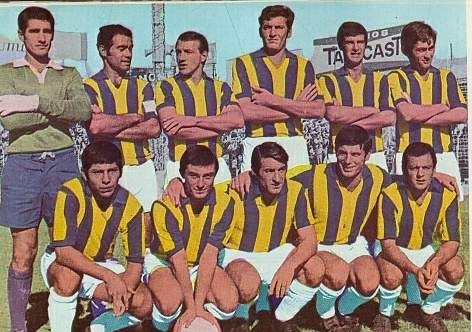
Atlanta fue subcampeón de la Copa Argentina de Fútbol 1969, lo que le permitió realizar su primera y única participación internacional al año siguiente, en la Recopa Sudamericana de Clubes.

Bajo la dirección técnica de Osvaldo Zubeldía Atlanta continuó realizando buenas campañas en el campeonato argentino, destacando el cuarto puesto en 1961, temporada en la que Luis Artime finalizó como segundo máximo anotador del torneo con 25 tantos, y la quinta ubicación en 1963, año en que el club se convirtió además en el primer conjunto argentino en realizar una gira por Israel, en la que disputó dos encuentros; frente al seleccionado local y ante el Maccabi Tel Aviv. Al año siguiente, pese al alejamiento de Osvaldo Zubeldía y los traspasos de Hugo Gatti y Mario Bonczuk, Atlanta logró revalidar el quinto lugar del campeonato anterior, siendo además junto con San Lorenzo el equipo más goleador del torneo con 46 anotaciones.
En los años posteriores, el traspaso de varios de los principales futbolistas del club a otras instituciones sumado a la política de no realizar grandes contrataciones en favor de impulsar a los jugadores surgidos desde las categorías inferiores, no permitió que Atlanta repitiese las actuaciones del período comprendido entre fines de los años 1950 y comienzos de la década siguiente, ubicándose normalmente en la parte baja del campeonato de Primera División. Pese a la reforma al sistema de competición del fútbol argentino, impulsada por el interventor de la AFA Valentín Suárez y que consistió principalmente en integrar a clubes del interior del país que hasta ese momento habían estado excluidos de la competición, el club continuó realizando campañas irregulares debiendo disputar el Torneo Reclasificatorio que definía los clubes que habrían de descender en la temporada en los años 1967, 1968 y 1969. En este último año, destacó la actuación del club en la Copa Argentina de Fútbol, torneo que incluyó a equipos de toda la nación, en el que alcanzó el subcampeonato tras ser derrotado por Boca Juniors en la final.

#### Años 1970
La década de 1970 se inició con Atlanta clasificando por primera vez al Campeonato Nacional, en el que ocupó la séptima ubicación del Grupo B. La temporada 1970 destacó además por el hecho de que el club participó por primera ocasión en un certamen oficial de la Confederación Sudamericana de Fútbol, la Recopa Sudamericana de Clubes, a la que accedió como subcampeón de la Copa Argentina en reemplazo de Boca Juniors, alcanzando la segunda posición del Grupo 2 por detrás de Mariscal Santa Cruz, que finalmente se adjudicó la copa.
Durante los dos años posteriores, el club combinó malas actuaciones en el campeonato Metropolitano con buenas campañas en el Torneo Nacional, en el que se ubicó en el quinto puesto en ambas temporadas. Siguiendo esta tendencia, en el Metropolitano 1973, si bien mejoró sus resultados con respecto a campeonatos anteriores, solo se posicionó en la novena ubicación. No obstante lo anterior, bajó las órdenes de Néstor "Pipo" Rossi, quien había sustituido como entrenador a Rodolfo Betinotti, en el Nacional Atlanta realizó la mejor actuación de su historia en Primera División, luego de finalizar en el primer lugar del Grupo B con 22 unidades tras derrotar en la última fecha a Gimnasia y Esgrima de Jujuy por 6-1, siendo adicionalmente el conjunto más goleador del certamen con 35 conquistas. En la liguilla final, sin embargo, no pudo mantener el rendimiento, finalizando en la tercera posición junto a San Lorenzo, por detrás de Rosario Central y River Plate. En el plantel destacó la figura de Juan Antonio Gómez Voglino, quien resultó goleador del torneo con 18 anotaciones, convirtiéndose de este modo en el primer futbolista de Atlanta en conseguir tal honor en una competición de Primera División.
Ya a mediados de los años 1970, la partida de varias figuras del plantel de la temporada 1973, entre ellos Juan Gómez Voglino, sumada a algunos conflictos económicos entre la dirigencia y los futbolistas que incluso llevaron al club a disputar gran parte de la temporada 1974 con juveniles, no permitieron repetir la campaña de 1973 finalizando normalmente en la mitad baja de la tabla de posiciones. Hasta 1978, sin embargo, Atlanta consiguió mantenerse alejado de los puestos de descenso, no así en la temporada 1979 en la que tras realizar una de las peores campañas desde su ingreso a Primera División en el Campeonato Metropolitano de ese año consumó el tercer descenso de su historia luego de finalizar en la última ubicación en el Reclasificatorio con solo dos unidades. En contraparte, durante esos años destacó la participación de las otras secciones deportivas del club, entre ellas el fútbol sala (constituida en 1976 y que obtuvo sus primeros campeonatos en dicha década) además del karate, que llegó a representar a Argentina en el Campeonato Mundial de Estados Unidos en 1975 a través de la figura de Sergio Ulloa.

#### Años 1980
En su primera temporada en Primera B luego de 24 años, Atlanta estuvo a un paso de conseguir retornar a Primera División. Sin embargo, pese a realizar una de las mejores presentaciones de su historia, debió resignar su opción frente a Sarmiento de Junín en un campeonato donde solo ascendió un equipo. Del mismo modo, y tras una irregular temporada 1981 en la que solo se ubicó en medianía del campeonato, en 1982 Atlanta dejó escapar nuevamente el ascenso al caer en la final del Clasificatorio ante Temperley por 12-13 en la tanda de penales.
Finalmente, Atlanta consiguió retornar a Primera División de la mano de Juan Carlos Lorenzo, que había reemplazado a la dupla técnica de Oscar López y Oscar Cavallero, al consagrarse campeón de Primera B en la penúltima fecha del torneo de 1983 tras empatar frente a Central Córdoba de Rosario 1-1 como visitante en El Coloso del Parque. La vuelta a Primera División, no obstante, se prolongó únicamente por un año, puesto que tras finalizar en la última posición del Campeonato Metropolitano de 1984 Atlanta consumó un nuevo descenso a Primera B en la que es, a la fecha, su última participación en la máxima categoría del fútbol argentino.
De vuelta en Primera B, Atlanta tuvo la opción de conseguir el ascenso luego de alcanzar la final del Clasificatorio de 1985, al que había llegado al ubicarse tercero en el Grupo B tras superar a Lanús y San Miguel. Sin embargo, cayó frente a Racing Club de Avellaneda en la definición a doble partido por 0-4 y 1-1.[cita requerida] Al año siguiente, el organigrama futbolístico argentino fue reestructurado, creándose el Nacional B, que incluyó a los clubes del interior en reemplazo de la Primera B como segunda categoría. En el Torneo de Apertura, jugado en la primera parte del año y que definió qué clubes pasarían a integrar el Nacional B y cuáles formarían parte de la ahora Primera B Metropolitana, Atlanta se ubicó en la sexta posición consumando de esta manera nuevo descenso.[cita requerida]
Lo anterior le significó a Atlanta retornar a una tercera categoría por primera vez desde 1907, alcanzando en su temporada de debut en la Primera B Metropolitana la decimocuarta ubicación sobre dieciocho equipos, en una campaña que destacó particularmente por el alto número de futbolistas utilizados: 46 a lo largo del torneo. En los años posteriores, pese a que Atlanta mejoró considerablemente su rendimiento, no estuvo cerca del ascenso, finalizando en la temporada 1988-89 en la sexta posición del decagonal clasificatorio por el segundo cupo al Nacional B.

#### Años 1990
Los problemas deportivos e institucionales que arrastraba Atlanta desde mediados de los años 1980 fueron subsanados en parte con el patrocinio de la empresa Excellens, que aportó el capital suficiente para reforzar al plantel así como con la llegada de Jorge Castelli al banquillo de la institución. Finalmente, Atlanta consiguió ascender en la temporada 89-90, luego de superar en la final del octogonal por el segundo cupo al Nacional B a Nueva Chicago por 2-0 y 0-1, aun cuando un reclamo presentado por Nueva Chicago para impugnar el resultado del primer encuentro ante la supuesta mala inscripción de dos jugadores del plantel de Atlanta estuvo a punto de impedirlo.[cita requerida]
Pese al éxito de la campaña anterior, Excellens decidió desvincularse de la institución, lo que significó la partida de varios futbolistas del plantel y por consiguiente una baja en el rendimiento del equipo. Lo anterior sumado a un mal inicio de temporada, que significó cambiar de entrenador en tres oportunidades, además del escándalo acontecido en el encuentro de la fecha 16 frente a Cipolletti en el cual el presidente Fernando García intentó agredir al árbitro del partido Humberto Dellacasa (Hijo) y que conllevó que la AFA le descontase 8 puntos al club, le significó a Atlanta consumar un nuevo descenso de categoría tras finalizar en la última posición del torneo con solo 16 unidades.[cita requerida]
Después de lo acontecido en la temporada anterior, en 1991 los problemas financieros del club se hicieron insostenibles, desembocando finalmente en la declaración de quiebra del club el 25 de septiembre por una deuda cercana a los $ 2 000 000. El club debió vender los terrenos ubicados en Humboldt 450, para poder enfrentar la quiebra decretada. De esta manera, Atlanta se convirtió en la segunda entidad directamente afiliada a la AFA en ser declarada en quiebra, después de Temperley, siendo además inhabilitado para seguir disputando el campeonato de Primera B tras jugar la fecha 8. El 27 de noviembre Atlanta obtuvo el permiso para retomar su actividad futbolística. No obstante, el desmantelamiento de gran parte del plantel debido a la crisis económica no le permitió obtener buenos resultados, finalizando en la penúltima ubicación del campeonato aunque sin riego de descender dada su ponderación en la tabla de promedios.[cita requerida]
Tras haber asegurado la permanencia en Primera B en la temporada 1992-93 y luego salir del estado de quiebra en septiembre de 1994, proceso propiciado en parte con la venta de la sede social de la institución, en la temporada 1994-95, de la mano del entrenador Jorge Ghiso, Atlanta consiguió ascender al Nacional B al superar en la final del campeonato a Dock Sud por 2-0 y 2-1, con goles de Cristian Castillo y Fabián Castro en el primer encuentro y de Luis Alberto Bonnet en el segundo.[cita requerida]
En su regreso a una segunda categoría del fútbol argentino, pese a un buen comienzo en el Torneo de Apertura en el que llegó incluso ganar por primera vez en su historia en Córdoba tras vencer a Talleres por 2-1, Atlanta declinó en su rendimiento en parte final del certamen llegando a permanecer siete fechas sin ganar y finalizando en la novena ubicación. En el Clausura, ya sin Ghiso en el banquillo y con 3 cambios de entrenador durante el torneo, Atlanta consiguió la permanencia en el Nacional B a falta de cuatro fechas para el final del campeonato luego de superar a Huracán de Corrientes por 2-1 en condición de visitante, aunque sin posibilidades de acceder al octagonal final por el ascenso a Primera División.[cita requerida]
En las siguientes temporadas, principalmente a causa de nuevas dificultades financieras por las que atravesaba la institución, Atlanta realizó campañas irregulares, finalizando quinto tanto en el Torneo de Apertura como en el de Clausura de la temporada 1996-97, décimo cuarto en el Apertura 1997 y nuevamente quinto en Clausura 1998. Situación que empeoró en la temporada 1998-99, en la que tras sostener una cerrada disputa con Almagro y Estudiantes de Buenos Aires por la permanencia en el Nacional B, el club volvió descender de categoría luego de perder frente a Quilmes por 5-0 en la última fecha del campeonato.[cita requerida]

#### Años 2000
Atlanta inició su nuevo período en Primera B, ubicándose en la sexta posición sobre dieciocho equipos, en una temporada en la que comenzó con Pepe Castro en el banquillo, siendo este sustituido por Antonio D'Accorso, quien a su vez fue reemplazado por nuevamente por Jorge Ribolzi. La temporada 2000-01, en la que finalizó 16 entre 20 clubes, estuvo marcada principalmente por el hecho de que se rompieron varias marcas en la historia del club tanto positivas como negativas. Por una parte, tras acumular 12 encuentros sin victorias durante la primera parte del torneo, fue contratado como entrenador en la fecha número 17 el exjugador del club Oscar Martínez, quien debutó con empate de 0-0 frente a Colegiales, en el que fue el primero de una serie de 16 partidos sin perder, récord absoluto de la institución, que se prolongó hasta el 21 de abril de 2001 cuando fue derrotado por Brown de Adrogué por 1-2. No obstante, en la misma temporada llegó a sumar 14 encuentros sin obtener triunfos en condición de local, marca que fue rota en la fecha 27 al derrotar a Deportivo Armenio por 2-0.[cita requerida]
Pese al buen final del campeonato anterior, en la temporada siguiente Atlanta realizó su peor campaña en el profesionalismo tras ubicarse en la vigésima posición con solo 33 puntos en 42 encuentros y un 26,1% de rendimiento, salvando la categoría en la penúltima fecha gracias al empate 2-2 entre Defensores de Cambaceres y Deportivo Merlo.[cita requerida]
A causa de los magros resultados de las dos campañas anteriores, el club afrontó la temporada 2002-03 con serio riesgo de descender a la Primera C (cuarta categoría del fútbol argentino). No obstante, después de un irregular comienzo de campeonato, con la llegada del entrenador Salvador Pasini Atlanta mejoró ostensiblemente su rendimiento ubicándose en la quinta posición de la tabla general de la temporada. Aun con lo anterior, dada su mala ponderación en la tabla de promedios, el club debió disputar la promoción frente Argentino de Merlo, al que derrotó por 2-1 en el global.[cita requerida]
Siempre bajo la dirección técnica de Salvador Pasini, la temporada 2003-04 comenzó con el club consagrándose campeón del Torneo de Apertura tras superar en la penúltima fecha a Deportivo Español por 2-1. Sin embargo, luego de un irregular desempeño durante la segundo torneo de la temporada donde solo alcanzó el sexto puesto y pese a finalizar en la primera posición de la tabla general, tuvo definir el ascenso frente a Sarmiento de Junín, campeón del Torneo de Clausura. Ante este debió resignar la opción de retornar al Nacional B tras caer por 1-2 en el partido de ida y 0-1 en el de vuelta, encuentro que fue suspendido a los 58 minutos de juego después de que un hincha de Atlanta golpease a Mauro Amato de Sarmiento con un trozo de madera de la platea. En esta temporada además, el club rompió varios récords. Entre ellos, acumuló 18 partidos sin ser derrotado en condición de visitante, una racha de 23 encuentros invicto (superando la marca de 16 de la temporada 2000-01), 10 triunfos consecutivos en condición de local, así como su mejor inicio de temporada al permanecer las primeras 20 fechas del torneo sin derrotas.[cita requerida] Ese año, asimismo, estuvo marcado por la celebración del centenario de la institución, disputando un encuentro conmemorativo frente a River Plate.[cita requerida]
En las temporadas sucesivas, el rendimiento futbolístico del club fue decayendo paulatinamente, motivado principalmente por los problemas institucionales por los que atravesaba la institución. Un problema habitual fue la suspensión cada vez más habitual del Estadio Don León Kolbovsky, que se concretó el 5 de febrero de 2005 y fue ratificada, tras una breve reapertura, el 9 de febrero de 2006, así como atrasos en el pago de las remuneraciones del plantel y los funcionarios del club. En la temporada 2006-07, Atlanta ocupó el vigésimo primer puesto, solo sobre El Porvenir, en la que fue su peor posición desde que comenzó a competir en el fútbol de ascenso.[cita requerida] Por otro lado, en el plano institucional, consiguió recuperar la sede social del club el 28 de diciembre de 2006.
La siguiente campaña, Atlanta debió resignar nuevamente sus opciones de ascender luego de caer frente a Deportivo Armenio por 0-2 en los cuartos de final del Reducido. Situación que se repitió en la temporada 2008-09 tras ubicarse en la décima posición del certamen.[cita requerida] Tampoco logró el objetivo en la temporada 2009-10, culminando en la sexta posición un punto por debajo del último clasificado al Reducido por el ascenso.

#### Años 2010
En la temporada 2010-11, Atlanta logró el ascenso a la B Nacional tras coronarse campeón cuando aún restaban cuatro cotejos: en la fecha 38 perdió 1-0 contra Barracas Central en el Estadio Don León Kolbovsky. Dado que el escolta Defensores de Belgrano también perdió su encuentro, el conjunto de Villa Crespo celebró su séptimo título oficial y el retorno a la máxima categoría del ascenso argentino.
Luego de su ascenso a la Primera B Nacional, Atlanta bajó el rendimiento considerablemente y el 5 de octubre de 2011 Atlanta recibió la mayor goleada del Nacional B por 7-1 contra River en el Nuevo Gasómetro (estadio de San Lorenzo). Luego del ascenso, y de varios partidos sin poder concretar una sola victoria, Javier Alonso renunció como director técnico del club, puesto que volvió a tomar Ghiso. El rendimiento nunca mejoró en esta temporada y tras la renuncia de Ghiso, asumió como director técnico Roldán que consiguió que el equipo mejorase pero solo en 2 partidos (uno de ellos contra River Plate, en que consiguió una victoria 1-0 en el José Amalfitani y contra Instituto, partido en el que perdió 1-0). Tras la renuncia de Roldán, asumió como DT Sergio "el huevo" Rondina. Atlanta igualmente descendió a la Primera B Metropolitana.
Desde la temporada 2012-13, el bohemio acumuló resultados positivos pero siempre se quedó a la puerta del ascenso, quedando eliminado en la semifinal del reducido luego de salir tercero tanto en esa temporada como en la siguiente, siendo eliminado contra Almagro y Platense respectivamente. Aunque en el torneo 2014 tuvo un mal torneo quedando en el puesto 9 de 11 equipos de la zona A, aunque repuntó al año siguiente en la temporada 2015 quedando 4.º en la tabla pero quedando eliminado nuevamente frente a Almagro en los cuartos de final del torneo reducido de local por 2-1. Pero sin dudas, el caso más destacado fue el del 2016, en el cual igualó sin goles frente a Flandria como local cuando un triunfo hubiese significado el título y su retorno a la Primera B Nacional, terminando consagrándose campeón Flandria en el propio estadio de Atlanta.
Luego de casos similares en las temporadas 2016-17 y 2017-18, Atlanta finalmente logró su ascenso al salir subcampeón en la temporada 2018-19.

## Símbolos

### Escudos
|       |
| 1906. |

|       |
| 1921. |

|       |
| 1933. |

|       |
| 1934. |

|       |
| 1936. |

|       |
| 1937. |

|       |
| 1939. |

|       |
| 1941. |

|       |
| 1944. |

|       |
| 1956. |

|       |
| 1960. |

|       |
| 1964. |

|       |
| 1966. |

|       |
| 1978. |

|       |
| 1979. |

|       |
| 1984. |

|       |
| 1988. |

|       |
| 1990. |

|       |
| 1994. |

|       |
| 1995. |

|       |
| 2000. |

|       |
| 2004. |

|       |
| 2008. |

|        |
| 2009.. |

|       |
| 2010. |

### Himno
El actual «Himno oficial de Atlanta, con música compuesta por el socio Juan Bava (1901-17/12/1970) y letra de Floreal, se convirtió en marcha oficial del club por una resolución del 2 de julio de 1943. El presidente de Atlanta era por entonces Fernando Saccone, secundado por Alberto Chissotti, como vice, y Luis Bianchi, como secretario.
| Himno de Atlanta Con la altivez de un buen varón quiero rendir un homenaje a tus colores. ¡Oh, viejo club! que al resurgir sabrás mostrar de tu pujanza los valores. Pues hoy espera la afición que vuelva a brillar con bellos fulgores tu fiel pabellón y lleno de honores puedas afrontar con fe el porvenir. ¡Vamos, viejo club! Alza tu voz cubierta de esplendores. ¡Vamos a luchar que el triunfo ideal te va a coronar! ¡Vamos, que el Sol del porvenir habrá de cubrir tu marcha triunfal! ¡Vamos a la lucha, vamos, viejo Atlanta, que siempre mi aplauso te habrá de alentar! |

## Rivalidades

### Clásico de Villa Crespo
- Presione aquí para ver la historia del Clásico de Villa Crespo.

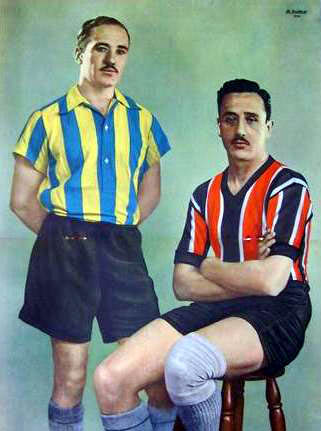
Santiago Carignano y Francisco Santia, jugadores de Atlanta y Chacarita en 1936.

 El clásico rival histórico de Atlanta es Chacarita Juniors. La rivalidad tiene sus orígenes en la cercanía de los estadios de ambos clubes, la cual comenzó en 1922 luego de que Chacarita se instalase en Humboldt 345, donde permaneció hasta 1930, a cerca de 100 metros del estadio de Atlanta. Si bien el funebrero se mudó desde Villa Crespo a la localidad de San Martín en 1945, la rivalidad trascendió en el tiempo.
El primer enfrentamiento oficial entre ambas escuadras aconteció el 13 de noviembre de 1927, luego de la reunificación de las dos federaciones de fútbol que existieron en Argentina durante los años 1920. Aquel encuentro terminó con victoria de Chacarita por 2-0. La primera victoria de Atlanta llegó en 1930 tras imponerse por 1-0 en condición de visitante. A nivel profesional, se enfrentaron por primera vez el 4 de junio de 1931 en el marco de la Liga Argentina de Football, constituida ese mismo año y con ambos clubes como fundadores de esta. Atlanta ganó por 3-1 con anotaciones de José María Casullo por duplicado y Guido Baztarrica.
Si bien Atlanta se encuentra por debajo en el historial de partidos jugados, consiguió la máxima goleada en la historia del clásico, luego de vencer a Chacarita por 7-2 el 26 de noviembre de 1944 con cinco goles de Luciano Agnolín y dos de Vicente Zito. Santiago Rico es el jugador que más clásicos jugó por Atlanta con 16 presencias, mientras que Luciano Agnolín es quien marcó en más ocasiones con 7 conquistas.
A partir de la segunda mitad de la década de 1970 el enfrentamiento ha desencadenado en varios actos de violencia entre las parcialidades de ambos clubes.

#### Historial
| Rival             | J   | G  | E  | P  | GF  | GC  | DG  | DP  |
| ----------------- | --- | -- | -- | -- | --- | --- | --- | --- |
| Chacarita Juniors | 149 | 38 | 48 | 61 | 172 | 232 | -60 | -23 |

     Positivo
     Neutral
     Negativo

### Clásico All Boys-Atlanta
- Presione aquí para ver la historia del Clásico All Boys-Atlanta.

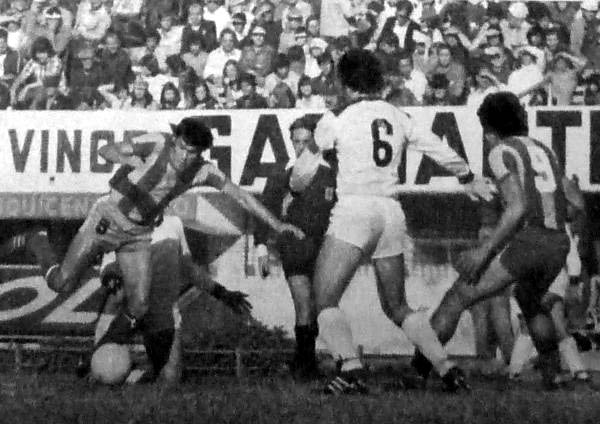
Albos y Bohemios disputan uno de los clásicos porteños con mayor rivalidad. Imagen del cotejo del 7 de julio de 1985 en Villa Crespo con triunfo de Atlanta 3 a 2, por el campeonato de Primera B.

El clásico All Boys-Atlanta es uno de los encuentros con mayor rivalidad entre dos equipos del ámbito 
porteño. Este duelo
entre Floresta y Villa Crespo hace que la cercanía de siete kilómetros entre las instituciones genere más enemistad. Disputaron su primer partido oficial hace 111 años, en el viejo recinto de Atlanta (ubicado en Parque Chacabuco), el 3 de mayo de 1914 por los octavos de final de la Copa de Competencia "La Nación" 1914 con victoria de All Boys por 2-1.
Durante el desarrollo de la historia, este choque barrial se repitió en tres categorías: Primera División, en la máxima categoría de ascenso (en su viejo formato “Primera B” como en el formato “Primera B Nacional”) y en Primera B Metropolitana. Si bien ya existía una enemistad, la rivalidad más fuerte se desataría progresivamente después de la década de 1980 cuando Atlanta descendió de Primera División.
"Pero créalo, eso pasó en Villa Crespo, en un partido que empezó "más caliente" en las tribunas, con gritos hostiles y agresiones entre ambas hinchadas, que en el terreno de juego."El Gráfico: Atlanta 0 - All Boys 0 (jugado el 17 de septiembre 1983). 
Este cotejo se convirtió en uno de los clásicos más violentos del fútbol metropolitano, y el odio entre sus aficionados fue precedido de numerosos incidentes, que con la llegada de la democracia en la República Argentina en 1983 comenzaron a ser un hábito.

#### Historial
| Rival    | J  | G  | E  | P  | GF | GC  | DG  | DP |
| -------- | -- | -- | -- | -- | -- | --- | --- | -- |
| All Boys | 73 | 23 | 24 | 26 | 90 | 110 | -10 | -3 |

     Positivo
     Neutral
     Negativo

### Clásico Argentinos Juniors-Atlanta
En septiembre de 1934, las diferencias entre los directivos de Atlanta y Argentinos explotaron y más teniendo en cuenta que estos últimos tenían el apoyo de la LAF que decidieron desafilar la fusión, suprimir a Atlanta y permitir que el “Bicho” continúe jugando las 14 fechas restantes del campeonato con su denominación y con los jugadores del Bohemio.

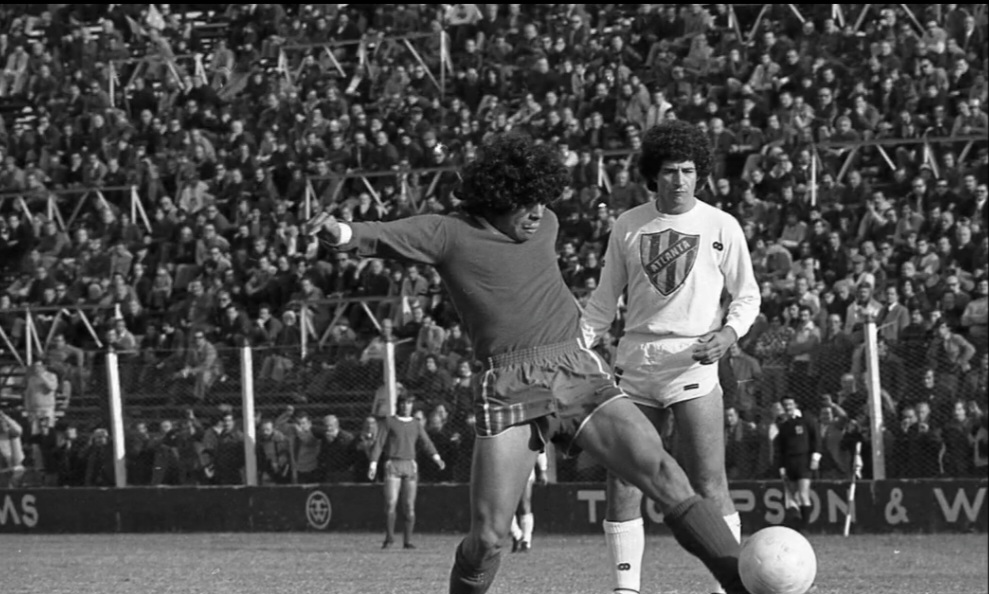
Argentinos-Atlanta es un histórico y tradicional clásico barrial, el antagonismo nació hace, en octubre de 1934. Imagen de Diego Maradona en el clásico de 1977 en La Paternal.

Al igual que lo que ocurre hoy en día, la rivalidad entre Argentinos y Atlanta era muy fuerte, por lo que la fusión obligada no fue aceptada por los hinchas de ambos clubes.
Nuestro Barrrio, enero de 2024

Otro añejo clásico barrial es Argentinos Juniors que enfrenta a los barrios porteños representativos de cada equipo La Paternal y Villa Crespo con solo 3,4 km de distancia entre ambos estadios. Cabe recordar que Argentinos se fundó en Villa Crespo y que su primera denominación incluía el nombre de dicho barrio. Disputaron su primer duelo oficial de la era amateur en la vieja cancha de Argentinos, en Av. San Martín y Punta Arenas, hace 97 años, el 6 de mayo de 1928 con empate en dos tantos. Compitieron unidos forzadamente por AFA, en el Campeonato de Primera División 1934, lo que generó el origen del antagonismo, ya que las parcialidades de ambos equipos estaban en desacuerdo con la fusión y las hinchadas de sendos clubes asistían a los partidos en gradas diferentes dentro del mismo estadio.
Cuentan con un amplio historial debido a que compitieron 35 temporadas en primera división y otras cuatro en Primera B. Disputaron su último encuentro oficial el 24 de septiembre de 1984 con triunfo de Argentinos 3 a 2.

En una noche de futsal espectacular, Argentinos Juniors recibió a Atlanta en el Polideportivo “Las Malvinas” e igualó un partido que podría haber ganado. Finalmente, pese al gran trabajo defensivo de Argentinos, el empate llegó a los 18’ y el clásico barrial terminó igualado por 5-5.
 7 de noviembre de 2018, sitió oficial de Argentinos  Juniors 

Si bien hace décadas que no se enfrentan la rivalidad aún perdura y se denominan clásicos los encuentros en otras disciplinas deportivas. La convivencia barrial y la enemistad sigue latente con varios incidentes entre sus hinchadas. El 8 de septiembre de 2002 la crónica describe Villa Crespo y La Paternal un duelo de nunca acabar. Atlanta jugaba de local por una fecha de la B Metropolitana y Argentinos Juniors visitaba a El Porvenir. Parte de su hinchada que se dirigía por Juan B. Justo con dirección a Villa Crespo, unos cincuenta barras del conjunto de La Paternal, ingresaron a la calle Humboldt, entre Muñecas y Murillo, para enfrentarse con la barra de Atlanta. La hinchada local todavía no había llegado, por tal motivo los de Argentinos por medio de ladrillos y elementos contundentes atacaron a los aficionados Bohemios que se encontraban en lugar, un pequeño grupo de Atlanta, salió en defensa de su gente hasta que llegó el accionar policial que disperso con gases y balas de goma a ambas parcialidades. La semana posterior se generó preocupación en los organismos de seguridad dado el temor de que la hinchada de Atlanta se cruce con la de Argentinos Juniors, pues integrantes de ambas parcialidades se amenazaron durante la semana vía Internet, por lo que tuvieron que modificar horarios de los partidos.

#### Historial
| Rival              | J  | G  | E  | P  | GF  | GC  | DG | DP |
| ------------------ | -- | -- | -- | -- | --- | --- | -- | -- |
| Argentinos Juniors | 70 | 23 | 22 | 25 | 105 | 110 | -5 | -2 |

     Positivo
     Neutral
     Negativo

### Rivalidades
Otras rivalidades tradicionales de Atlanta son:
- Platense: Uno de los rivales más tradicionales de Atlanta es Platense ya que se cruzan por torneos de AFA hace más de 100 años, con un extenso historial que también cuenta con antecedentes violentos.[51][52]
- Ferro Carril Oeste: En la década del 10, constituyó un clásico y hubo mucha rivalidad, dada la proximidad de sus fields: Ferro, en su actual ubicación en Caballito, mientras que Atlanta hacía de local en el Parque Chacabuco. Ambos equipos reúnen más de 110 partidos en el historial.[53]
- Defensores de Belgrano: Con Defensores se registran hechos de violencia, por la proximidad geográfica y por ser uno de los equipos que más enfrentó en las últimas décadas.[54]
- Tigre: Un rival tradicional a lo largo de la historia, tanto en Primera División como en el Ascenso, es Tigre.[55][56]
- Estudiantes: Con Estudiantes de Caseros mantiene una rivalidad antigua, cuyo primer antecedente se remonta a 1915 con un historial que se aproxima a los 100 partidos.[57]

Además, sostiene una fuerte rivalidad con Deportivo Morón, Nueva Chicago, Almirante Brown y Quilmes.

## Uniforme

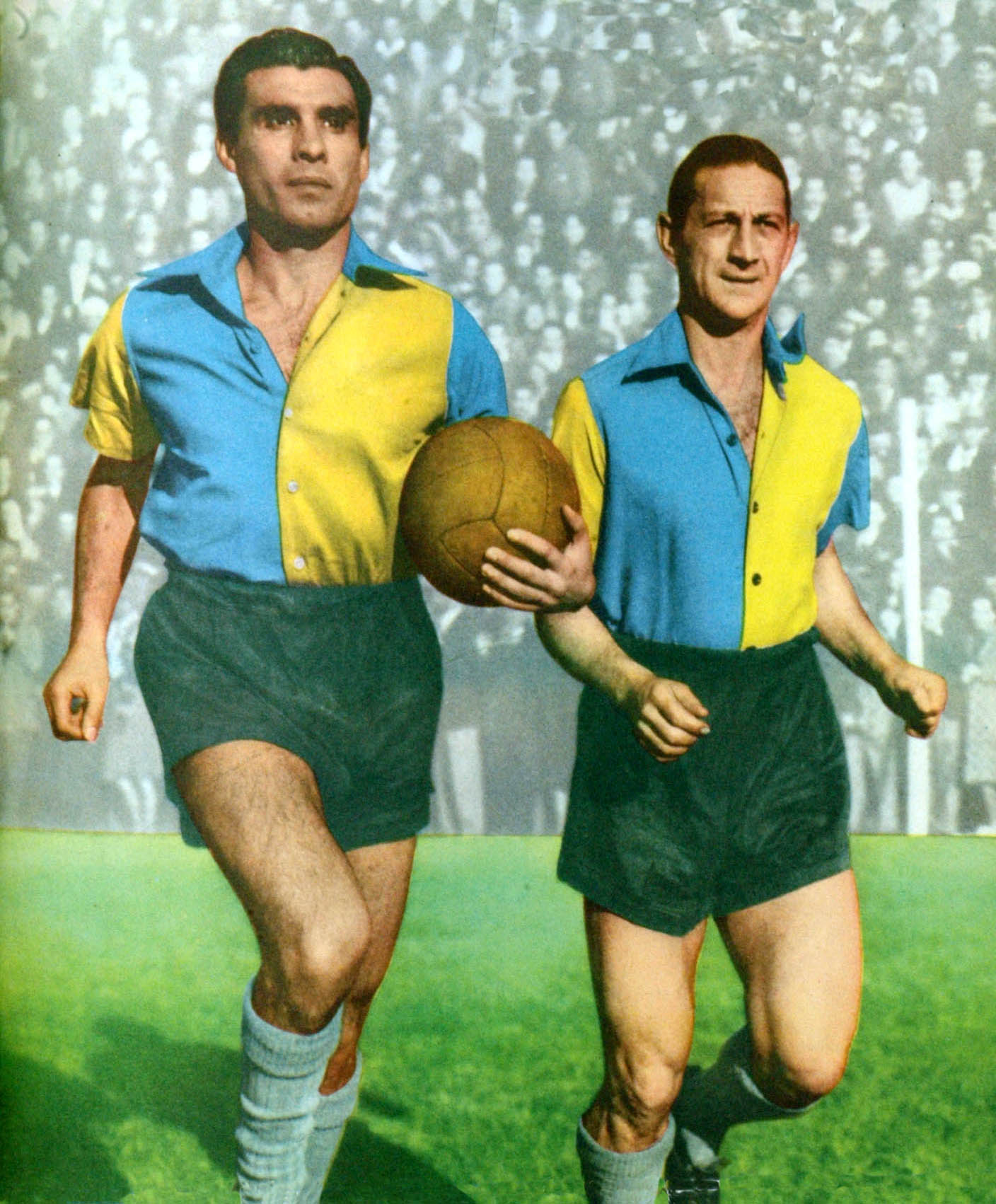
Raúl Leguizamon y José Batagliero, con el uniforme utilizado por Atlanta en 1950.

Los colores oficiales de Atlanta, el amarillo y el azul, han estado presentes desde la fundación del club tanto en el escudo de la institución como en su indumentaria deportiva. Tradicionalmente se señala que estos fueron escogidos en referencia a los toldos que cubrían los establecimientos comerciales en esa época y habrían sido propuestos por Emilio Bolinches, uno de los fundadores del club. Desde entonces, el club ha mantenido el diseño de su uniforme a franjas verticales amarillas y azules durante gran parte de su historia con muy pocas variaciones, entre las que se cuenta el color del pantalón, que ha alternado entre blanco, negro, amarillo y azul. Entre las excepciones se cuenta el uniforme utilizado durante algunos encuentros en 1950, que consistió en camiseta con dos mitades verticales - azul a la derecha y amarillo a la izquierda - y pantalón negro.[cita requerida]
En lo que respecta al uniforme alternativo, el club no ha contado con un diseño definitivo, existiendo numerosos diseños, entre los que destacó el consistente en camiseta blanca con dos franjas horizontales y pantalón y medias azules, utilizado durante buena parte de su historia.[cita requerida]
- Uniforme titular: Camiseta amarilla con rayas azules verticales, pantalón y medias azules.
- Uniforme alternativo: Camiseta blanca con rayas grises verticales, pantalón y medias blancas.[61]

### Titular
| 1904-49 | 1950 | 1951-79 | 1980-81 | 1982-83 | 1984-86 | 1986-88 | 1988-90 | 1990-92 | 1992-95 | 1996-97 |

| 1997-2000 | 2000 | 2000-01 | 2001-02 | 2002 | 2003 | 2004 | 2004-05 | 2005-06 | 2006-07 | 2008 |

| 2008-09 | 2009-10 | 2010-11 | 2011-12 | 2012-13 | 2013-14 | 2014 | 2015 | 2016 | 2016-17 | 2017-18 |

| 2018-19 | 2019-20 | 2021 | 2021-22 | 2022 | 2023 | 2024 | 2025 |

### Suplente
| 1904-72 | 1973-74 | 1975-79 | 1980-81 | 1982-83 | 1984-86 | 1986-87 |  | 1987-91 | 1991-92 | 1992-93 | 1993-94 |

| 1994-95 | 1996 | 1996-98 | 1998-2000 | 2000 | 2000-01 | 2001-02 | 2002 | 2003 | 2004 | 2004-05 |

| 2005 | 2006 | 2006-07 | 2008 | 2008-09 | 2009-10 | 2010-11 | 2011-12 | 2012-13 | 2013-14 | 2014 |

| 2015 | 2016 | 2016-17 | 2017-18 | 2018-19 | 2019-20 | 2021 | 2021-22 | 2022 | 2023 | 2024 |

| 2025 |

### Alternativa
| 1982-83 | 1984-86 | 1991-94 | 1994-96 | 2000 | 2000-01 | 2001-02 | 2002-03 | 2010-11 | 2013-14 | 2015 |

| 2016-17 | 2017-18 | 2018-19 | 2021 | 2024 | 2025 |

### Patrocinio
| Período       | Proveedor            | Patrocinador                  |
| ------------- | -------------------- | ----------------------------- |
| 1979 – 1980   | Bandera de Alemania  | Ninguno                       |
| 1981          | Bandera de Alemania  | Ninguno                       |
| 1982 – 1983   | Bandera de Alemania  | Ninguno                       |
| 1984 – 1985   | Bandera de Brasil    | Ninguno                       |
| 1985 – 1986   | Bandera de Brasil    | Tecnopint                     |
| 1986 – 1989   | Bandera de Alemania  | Ninguno                       |
| 1989 – 1993   | Bandera de Alemania  | Puliser                       |
| 1993 – 1994   | Bandera de Alemania  | Olympic TV                    |
| 1994 – 1996   | Bandera de Alemania  | La Salteña                    |
| 1996 - 1997   | Bandera de Alemania  | Cablevisión TCI               |
| 1997 - 1998   | Bandera de Alemania  | Banco Patricios/ Carta Franca |
| 1999          | Bandera de Alemania  | Jensen Audio                  |
| 1999 - 2000   | Bandera de Alemania  | AspiRub Azul                  |
| 2000          | Bandera de Argentina | La Bolsa de Oro               |
| 2000 - 2001   | Bandera de Argentina | La Bolsa de Oro               |
| 2001 - 2002   | Bandera de Argentina | Sindicato de Peones de Taxi   |
| 2002          | Bandera de Francia   | MegaTicket                    |
| 2003          | Bandera de Francia   | Tarjetas Telefónicas Maradona |
| 2003 - 2005   | Bandera de Francia   | Tafirol                       |
| 2006          | Bandera de Francia   | Revesta                       |
| 2007          | Bandera de Francia   | La Nueva Seguros              |
| 2008—2011     | Bandera de Italia    | La Nueva Seguros              |
| 2012          | Vi Sports            | La Nueva Seguros              |
| 2012—2014     | Bandera de Argentina | La Nueva Seguros              |
| 2014—2016     | Bandera de Argentina | La Nueva Seguros              |
| 2016—2021     | Bandera de Argentina | La Nueva Seguros              |
| 2021-2022     | Pinamontano          | La Nueva Seguros              |
| 2023          | Sonder               | Nivel Salud                   |
| 2024-presente | Sonder               | Red de Seguro Médico          |

## Presidentes
| - Elías Sanz (1904-1905) - Trifón Poggio (1906) - Augusto De Muro (1907-1909) - Juan José Enrich (1910-1918) - Emilio Bolinches (1919-1921) - Nicolás Corbellini (1922-1925) - Alberto Sanguinetti (1926-1927) - Pedro Cagnoni (1928) - José Minutto (1929-1930) - Nicolás Corbellini (1931) - Alberto Rocca (1932) - Antonio Strula (1932) - Nicolás Corbellini (1933) - Ernesto Malbec (1934-1935) - Fernando Saccone (1936-1938) - Damián Ciancio (1939) - Santiago Bascialla (1940-1941) - Toribio Gutiérrez (1942-1943) - Fernando Saccone (1943-1944) - Alberto Chissotti (1945-1946) - Manuel Álvarez Pereyra (1947) - Alberto Chissotti (1948-1950) - Juan Iacapraro (1951-1952) | - Ventura Cozzo (1953-1954) - Domingo Bascialla (1955) - Alberto Chissotti (1956-1958) - León Kolbowski (1959-1968) - Amadeo Altamura (1969-1971) - José Davilman (1972-1974) - Amadeo Altamura (1975-1977) - Hugo Masci (1978-1983) - Antonio Carbone (1984) - Ernesto Mosciulsky (1985) - Aníbal Diman (1986-1988) - Comisión Revisora de Cuentas (1989) - Juan Chiarelli (1990-1991) - Pablo Bacsinsky (1991-1994) - Julio Jablkowski (1994-1997) - Gustavo Perelmuter (1997) - Carlos Bulaievsky (1998) - Silvio Dalman (1999-2000) - Jorge Rubinska (2000-2002) - Carlos Moreno (2002-2005) - Alejandro Korz (2005-2014) - Gabriel Greco (2014-Actualidad) |

## Instalaciones

### Estadio
|  | Para un completo desarrollo véase Estadio León Kolbowsky |

A lo largo de su historia, el Club Atlético Atlanta ha ejercido de local en diversos recintos deportivos tales como Floresta, Parque Chacabuco y Carrasco 250. Durante la década de 1910, hasta 1918, tuvo su campo de juego en Parque Chacabuco, ubicado entre las calles Emilio Mitre y Tejedor, donde actualmente se ubica el parque homónimo. El primer estadio de propiedad de club, ubicado en Humboldt 470, fue inaugurado en 1922 enfrentando a River Plate por la Asociación Amateurs de Football. La adquisición por parte del club, a mediados de la década de 1940, de los terrenos adyacentes al estadio, hasta ese momento propiedad de Chacarita Juniors, propició que comenzaran a surgir las primeras iniciativas en torno a la construcción de un nuevo recinto. No obstante, la falta del financiamiento necesario para llevar a cabo la obra provocó que Atlanta debiese continuar jugando en el viejo estadio hasta fines de la década de 1950.
El aumento en control de seguridad en los recintos futbolísticos impulsado por la AFA a partir de 1959 sumado a los problemas de estructura del estadio de Atlanta, que inclusive conllevó la suspensión de este en 1955, hizo que fuese imperante la necesidad de construir un nuevo estadio para el club. El último partido disputado en el antiguo estadio aconteció el 21 de junio de 1959 ante Ferro Carril Oeste.

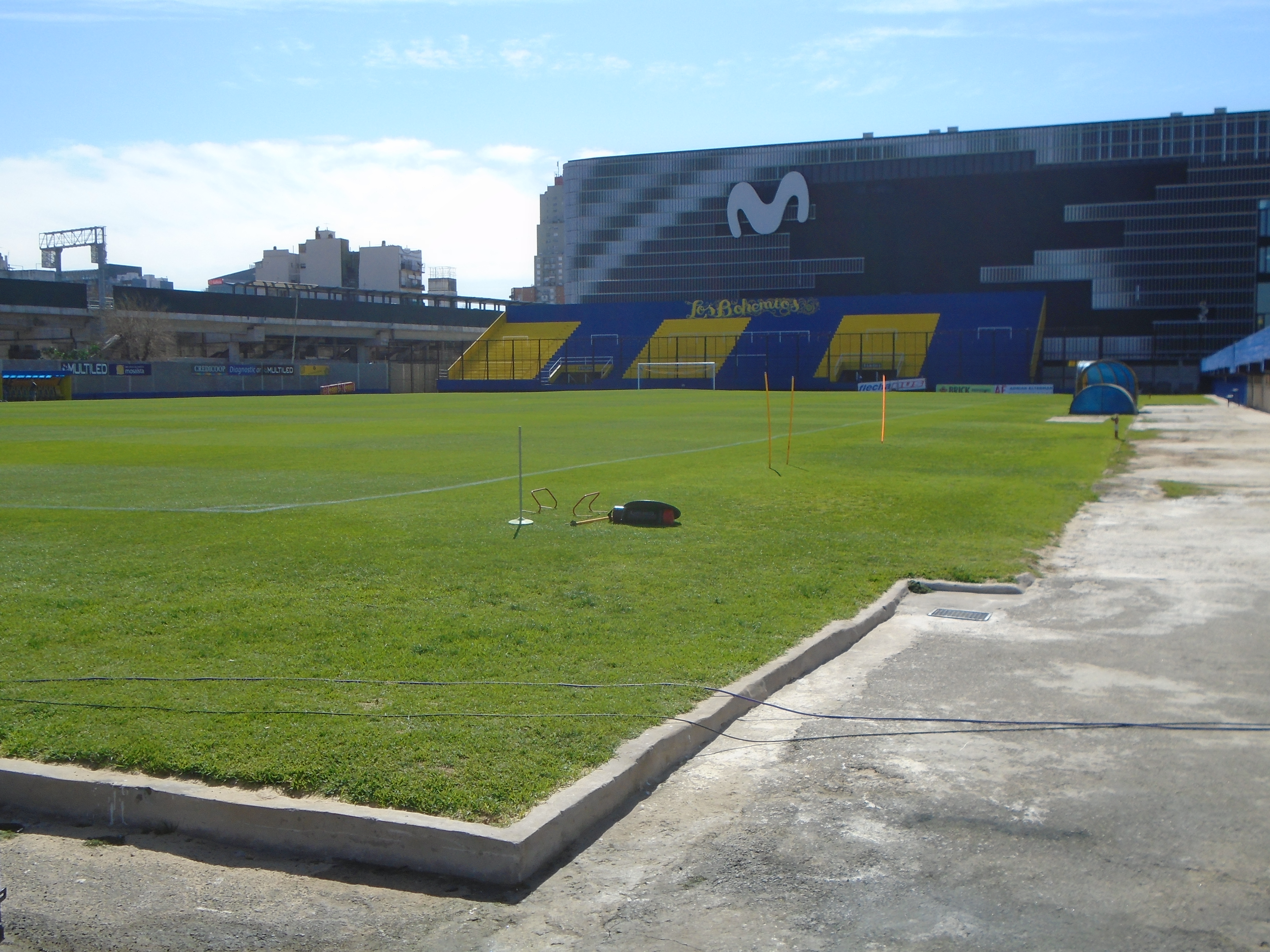
Estadio Don León Kolbowsky, del Club Atlético Atlanta.

El Estadio Don León Kolbowsky, que fue bautizado de este modo el 18 de mayo de 2000 en honor al presidente bajo cuya administración fue posible su construcción,[cita requerida] fue finalmente inaugurado el 5 de junio de 1960, día en el que Atlanta enfrentó a Argentinos Juniors por la octava fecha del Campeonato de Primera División de 1960 cayendo por 1-3. El gol de Atlanta que inauguró las redes del estadio fue convertido por el volante bohemio Osvaldo Guenzatti. Está ubicado en calle Humboldt 340, barrio de Villa Crespo y poseía una capacidad de aproximadamente 34.000 espectadores distribuida en tribunas de madera.
El 5 de febrero de 2005, por disposición del Gobierno de la Ciudad de Buenos Aires, las instalaciones del Estadio Don León Kolbovsky fueron clausuradas dadas las pocas condiciones sanitarias y de seguridad que ofrecía. Luego de ser reabierto parcialmente el 21 de enero de 2006, el estadio fue clausurado definitivamente el 9 de febrero de 2006, siendo el último encuentro disputado por Atlanta cinco días antes frente a All Boys con resultado de 2-2.
A fines de 2006 se firmó el contrato para la construcción de dos tribunas de cemento para reemplazar a los tablones de madera,[cita requerida] proyecto que se concretó el 25 de marzo de 2009 con el alzamiento de las clausuras tanto judicial como administrativa que pesaban sobre el estadio y la aprobación de Subsecretaría de Seguridad en Espectáculos Futbolísticos. Actualmente posee capacidad para 14 000 espectadores.

### Sede Social
La sede social de Atlanta fue inaugurada el 25 de mayo de 1942. Dos años después, la Compañía de tierras de Villa Crespo compró el terreno adyacente a la sede social, propiedad hasta ese momento de Chacarita Juniors. Durante las décadas siguientes, junto con el incremento del número de socios del club, se inauguraron una serie de instalaciones deportivas entre las que destacan la piscina cubierta de natación en 1963 y las canchas de tenis en 1964.[cita requerida]
Tras la declaración de quiebra de la institución el 25 de diciembre de 1991, por parte del juez Miguel Bargalló, Atlanta debió clausurar sus instalaciones, así como suspender sus actividades. A fin de afrontar la crisis, se formó una comisión de apoyo que, si bien logró que el club pudiese continuar con su actividad futbolística, no pudo evitar la venta de la sede social en septiembre de 1994.[cita requerida]
Luego de diversos intentos por recuperar la sede, el 4 de diciembre de 2003 se aprobó una ley de expropiación presentada en la Legislatura Porteña a fin de restituir los terrenos al club. Finalmente, el 28 de diciembre de 2006 Atlanta logró recuperar su sede social, que se encontraba cerrada desde 1991, un predio de aproximadamente 18 mil metros cuadrados ubicado en Humboldt y Corrientes. En 2008 se firmó el comodato a través del cual Atlanta puede hacer uso de ese predio durante 10 años renovables de forma indefinida. En 2014, la sede fue bautizada como Ezequiel Kristal, nombre del dirigente que encabezó la Comisión de Apoyo luego de la quiebra del club.

### Terrenos Humboldt (Actual Movistar Arena)
|  | Para un completo desarrollo véase Estadio Movistar Arena |

El terreno fue propiedad del Club Atlético Atlanta hasta que, en 1991 el club decidió venderlo para poder enfrentar el periodo de quiebra por el que pasaba. El terreno fue adquirido por una empresa que lo tuvo más de 15 años cerrado y en pleno estado de abandono. Razón por la cual el terreno fue expropiado por el Gobierno de la ciudad de Buenos Aires y fue entregado en 2008 como comodato al club Atlanta (en una primera instancia, los terrenos fueron concedidos por 10 años hasta que, en 2017, se concedieron hasta el 2057).
La construcción del Microestadio comenzó en 2014, la empresa a cargo en aquel entonces fue Lugones Center, la misma empezó con la construcción del Microestadio el cual quedó abandonado por faltas de fondos y accidentes en la obra. La constructora había pedido un préstamo de 180 millones al Banco Ciudad de Buenos Aires y se fueron sin pagar, además se vino abajo una parte del techo, por suerte sin consecuencia para los trabajadores.
En 2015 la obra se paralizó, dejando una estructura de hormigón a medio hacer abandonada. Tras unas largas negociaciones el Banco Ciudad de Buenos Aires llegó a un acuerdo con Lugones Center y con sus accionistas controlantes para la búsqueda de inversores para sumar al proyecto. Finalmente se llegó a un acuerdo con "Buenos Aires Arena S.A", esta sociedad tomo la deuda a largo plazo que debía Lugones Center. El financiamiento está a cargo de capitales norteamericanos Anschutz Entertainment Group y el diario La Nación, que firmaron con el club un contrato por 40 años el cual incluye una paga mensual, lo cual para el Club Atlanta es una gran ayuda para el crecimiento del club.
Finalmente, el Estadio se inauguró el 1 de noviembre de 2019 con un concierto de Tini Stoessel. El recital fue transmitido en vivo vía streaming a través de movistar play, las redes sociales de Movistar y Redes sociales de Todo Noticias.

## Datos del club
|  | Para un completo desarrollo véase Estadísticas del Club Atlético Atlanta |

### Trayectoria
Actualizado hasta la temporada 2025 inclusive.
Total de temporadas en AFA: 123.
 Aclaración: Las temporadas no siempre son equivalentes a los años. Se registran cuatro temporadas cortas: 1986, 2014, 2016 y 2020.
- Temporadas en Primera División: 64 (1912-1947, 1949-1952, 1957-1979 y 1984)
- Temporadas en Segunda División: 28
  - en Segunda División: 3 (1908-1910)
  - en Segunda División: 1 (1948)
  - en Primera B: 11 (1953-1956, 1980-1983 y 1985-1986)
  - en Primera Nacional: 13 (1990/91, 1995/96-1998/99, 2011/12 y 2019/20-)
- Temporadas en Tercera División: 31
  - en Tercera División: 2 (1906-1907)
  - en Segunda División: 1 (1911)
  - en Primera B Metropolitana: 28 (1986/87-1989/90, 1991/92-1994/95, 1999/00-2010/11 y 2012/13-2018/19)

### Otros datos del club
- Mayor goleada conseguida en la era amateur:
  - En Tercera División: 21-1 a Independiente III[68] el 28 de abril de 1907[cita requerida]

- Mayor goleada recibida en la era amateur:
  - En Primera División: 0-8 de Boca Juniors el 12 de agosto de 1928[cita requerida]
- Mayor goleada conseguida en el profesionalismo:
  - En Primera División: 9-1 a Rosario Central el 15 de junio de 1941[cita requerida]
  - En Primera B Nacional: 4-0 a Chaco For Ever el 30 de julio de 2023
- Mayor goleada recibida en el profesionalismo:
  - En Primera División: 0-8 de Boca Juniors el 8 de septiembre de 1935 y de River Plate el 3 de agosto de 1947[cita requerida]
  - En Primera B Nacional: 1-7 de River Plate el 5 de octubre de 2011

- Mejor puesto en Primera División: 3.º (Torneo Nacional 1973)[cita requerida]
- Peor puesto en Primera División: 19.º (1984)
- Ubicación en la tabla histórica de Primera División: 19.º
- Máximo goleador: Juan Antonio Gómez Voglino (68 goles)[69]
- Más partidos disputados: Víctor Marcelino Paredes (333 partidos)[cita requerida]

- Goleador de la Primera División argentina:
  -  Juan Gómez Voglino: 18 goles (Nacional 1973)[20]

- Goleador de la Primera B (Segunda División):
  -  Omar Porté: 23 goles (1982)[70]

### Participaciones en Copa Argentina
| Año                    | Ronda            | PJ | PG | PE | PP | GF | GC | DG  | Goleador                                          |
| ---------------------- | ---------------- | -- | -- | -- | -- | -- | -- | --- | ------------------------------------------------- |
| Copa Argentina 1969    | Subcampeón       | 10 | 7  | 0  | 3  | 16 | 8  | +8  | De la Iglesia y Vallejos: 3                       |
| Copa Argentina 1970    | Octavos de final | 4  | 2  | 1  | 1  | 3  | 1  | +2  | Juárez, Mastrangelo y Vallejos: 1                 |
| Copa Argentina 2011-12 | 16vos de final   | 2  | 0  | 1  | 1  | 2  | 3  | -1  | Diego Bielkiewicz: 1                              |
| Copa Argentina 2012-13 | Fase Inicial     | 1  | 0  | 1  | 0  | 1  | 1  | 0   | Néstor Villalba: 1                                |
| Copa Argentina 2013-14 | Fase Inicial III | 1  | 0  | 0  | 1  | 1  | 2  | -1  | Matías Castro: 1                                  |
| Copa Argentina 2014-15 | Octavos de final | 5  | 1  | 4  | 0  | 5  | 4  | +1  | Galeano, Maraschi, Martínez, Pedrozo y Serrano: 1 |
| Copa Argentina 2016-17 | Cuartos de final | 4  | 3  | 0  | 1  | 9  | 6  | +3  | Diego Nakache: 2                                  |
| Total                  | 6/7              | 27 | 13 | 7  | 7  | 37 | 25 | +12 | Jorge Luis Vallejos: 4                            |

### Participaciones en Copas Internacionales
| Torneo                             | Ronda           | PJ | PG | PE | PP | GF | GC | DG | Goleador |
| ---------------------------------- | --------------- | -- | -- | -- | -- | -- | -- | -- | -------- |
| Recopa Sudamericana de Clubes 1970 | 2do del Grupo B | 4  | 2  | 1  | 1  | 9  | 7  | 2  | -        |
| Total                              | 0 títulos       | 4  | 2  | 1  | 1  | 9  | 7  | 2  | -        |

## Jugadores

Juan Gómez Voglino es el goleador histórico de Atlanta en la era profesional del fútbol argentino, con 68 goles convertidos entre 1970 y 1974.

Víctor Paredes es, a la fecha, el futbolista que en más oportunidades ha jugado con la camiseta de Atlanta con un total de 333 presencias entre 1990 y 2002.[cita requerida] Víctor Paredes junto con Rodolfo Bettinotti son los únicos jugadores en superar la barrera de los 300 partidos en la historia del club, este último con 306 encuentros disputados entre 1952 y 1963.[cita requerida] Adicionalmente a los ya citados, Oscar Clariá y Santiago Rico son dos de los jugadores con mayor número de encuentros jugando por Atlanta con 286 y 264 respectivamente.[cita requerida] Cabe señalar que, durante la época amateur de Atlanta (1906-1930), fue Luis Célico quien totalizó más presentaciones con 204 juegos entre los años 1917 y 1925.[cita requerida]
A lo largo de su historia, Atlanta contribuyó con 20 futbolistas a la selección de fútbol de Argentina, quienes sumaron un total de 72 presentaciones con la «albiceleste» y jugaron en 61 oportunidades.[cita requerida] Los primeros jugadores en ser convocados al combinado nacional fueron Juan Pollini y Emilio Bolinches en 1913, mientras que el último fue Oswaldo Cortés en 1973. Durante estos años, Luis Célico se convirtió además en el jugador de Atlanta que más veces jugó representando al país, con 13 encuentros entre 1919 y 1924. Tras Célico, Carlos Griguol (11), José Batagliero (6) y José Luis Luna (6) son otros de los futbolistas que mayor cantidad de convocatorias recibieron mientras actuaban por Atlanta. Por otra parte, el jugador que más goles anotó por la selección nacional fue Agustín Cazenave con 3, seguido Luis Artime quien convirtió en dos ocasiones.
Con jugadores de Atlanta en el plantel, el seleccionado nacional obtuvo el Campeonato Sudamericano (luego Copa América) en 1941 (un convocado), 1945 (un convocado) y 1959 (dos convocados).
Juan Gómez Voglino es el máximo artillero en historia de Atlanta por partidos oficiales en el profesionalismo con 68 goles entre 1970 y 1974, posee además la distinción de haber convertido todas sus anotaciones en Primera División.[cita requerida] Además de Voglino, otros tres jugadores han anotado más de 60 goles jugando por Atlanta, Francisco Rodríguez, con 62 goles, Oscar Irazoqui y Roberto Martino, estos últimos con 60 anotaciones.[cita requerida] No obstante lo anterior, es menester señalar que, si se considera la etapa amateur, Antonio Piaggio es quien anotó en más oportunidades en encuentros oficiales. Sin embargo, la falta de datos estadísticos fehacientes entre los años 1906 y 1909, impide, a la fecha, determinar la cantidad exacta de goles que marcó Piaggio jugando por Atlanta.[cita requerida]
Si bien, a lo largo de su historia, los planteles de Atlanta han estado compuestos en su mayoría por futbolistas de nacionalidad argentina, los jugadores extranjeros han estado presentes desde la fundación del club, siendo los primeros de ellos de nacionalidad española e italiana. Durante su etapa profesional, desde 1931, han vestido la camiseta de Atlanta 60 futbolistas foráneos, siendo predominantes los de nacionalidad paraguaya y uruguaya, con 23 y 22 jugadores respectivamente.[cita requerida]

### Plantel 2025
- Actualizado el 2 de junio de 2025

- Los equipos argentinos están limitados a tener un cupo máximo de seis jugadores extranjeros, aunque solo cinco podrán firmar la planilla del partido

#### Altas
| Invierno               |                |                        |                      |
| Jonathan Dellarossa    | Delantero      | Instituto de Córdoba   | Préstamo             |
| Verano                 |                |                        |                      |
| Lautaro López Kaleniuk | Guardameta     | San Lorenzo de Almagro | Préstamo             |
| Francisco Rago         | Guardameta     | Temperley              | Libre                |
| Guillermo Ferracuti    | Defensa        | San Martín de Tucumán  | Libre                |
| José Gómez             | Defensa        | Central Córdoba (SdE)  | Préstamo             |
| Rodrigo Moreira        | Defensa        | Deportes Limache       | Libre                |
| Nicolás Tolosa         | Defensa        | Argentinos Juniors     | Préstamo             |
| Kevin Benítez          | Centrocampista | Lanús                  | Libre                |
| Santiago Coronel       | Centrocampista | Vález Sarsfield        | Préstamo             |
| Tomás Díaz             | Centrocampista | Boca Juniors           | Préstamo             |
| Fausto Montero         | Centrocampista | Deportivo Maipú        | Libre                |
| Rodrigo Ramírez        | Centrocampista | Deportivo Maipú        | Libre                |
| Alexis Sabella         | Centrocampista | San Lorenzo de Almagro | Préstamo             |
| Nahuel Urtasun         | Centrocampista | Colón de Chivilcoy     | Regresa del préstamo |
| Jorge Valdez Chamorro  | Centrocampista | Macará                 | Libre                |
| Lucas Ambrogio         | Delantero      | Argentinos Juniors     | Préstamo             |
| Jonatan Bauman         | Delantero      | Coquimbo Unido         | Libre                |
| Gerónimo Cardozo       | Delantero      | Colón de Chivilcoy     | Regresa del préstamo |
| Cristian Cuenca        | Delantero      | Flandria               | Regresa del préstamo |
| Marcos Echeverría      | Delantero      | Banfield               | Préstamo             |
| Lautaro Fedele         | Delantero      | Defensa y Justicia     | Préstamo             |

#### Bajas
| Invierno             |                |                           |                       |
| Érik Bodencer        | Delantero      | Boca Juniors              | Fin del préstamo      |
| Verano               |                |                           |                       |
| Bruno Galván         | Guardameta     | Almirante Brown           | Fin de contrato       |
| Alejandro Sánchez    | Guardameta     | Defensores Unidos         | Fin de contrato       |
| Federico Velázquez   | Guardameta     | Agente libre              | Fin de contrato       |
| Fernando Evangelista | Defensa        | Agente libre              | Fin de contrato       |
| Dylan Gissi          | Defensa        | Arsenal de Sarandí        | Fin de contrato       |
| Mauricio Rosales     | Defensa        | Chaco For Ever            | Fin de contrato       |
| Tomás Silva          | Defensa        | San Lorenzo de Almagro    | Fin del préstamo      |
| Carlos Arce          | Centrocampista | Barracas Central          | Fin del préstamo      |
| Maximiliano González | Centrocampista | Rangers                   | Fin de contrato       |
| Carlo Lattanzio      | Centrocampista | Almagro                   | Fin de contrato       |
| Leonardo Marinucci   | Centrocampista | Chaco For Ever            | Fin de contrato       |
| Juan Manuel Requena  | Centrocampista | Deportivo Táchira         | Fin de contrato       |
| Gabriel Vega         | Centrocampista | Boca Juniors              | Fin del préstamo      |
| Luis Arroyo          | Delantero      | Deportivo Cuenca          | Fin de contrato       |
| Jonathan Cañete      | Delantero      | Brown de Adrogué          | Rescisión de contrato |
| Ivo Costantino       | Delantero      | Belgrano de Córdoba       | Fin del préstamo      |
| Joaquín Susvielles   | Delantero      | Alvarado de Mar del Plata | Fin de contrato       |

#### Cesiones
| Jugador         | Posición       | Destino                      | Fin del préstamo |
| --------------- | -------------- | ---------------------------- | ---------------- |
| Valentín Gelos  | Defensa        | Talleres de Córdoba          | 31-12-2025       |
| Nicolás Mosca   | Defensa        | Excursionistas               | 31-12-2025       |
| Santino Pasini  | Defensa        | San Lorenzo de Almagro       | 31-12-2025       |
| Alejo Dramisino | Centrocampista | Botafogo-SP                  | 31-12-2025       |
| David Maguicha  | Delantero      | Comunicaciones               | 31-12-2025       |
| Eugenio Olivera | Delantero      | Midland                      | 31-12-2025       |
| Lucas Ríos      | Delantero      | Mitre de Santiago del Estero | 31-12-2025       |

## Entrenadores

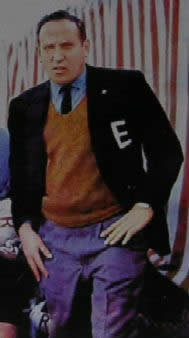
Osvaldo Zubeldía ocupó el banquillo de Atlanta durante 89 encuentros entre 1960 y 1963, siendo el segundo entrenador que mayor número de partidos dirigió de forma consecutiva en la historia del club.

Desde sus inicios, y durante gran parte de su época amateur, en el club no existió formalmente el puesto de entrenador, siendo dicho papel desempeñado por futbolistas del plantel o por dirigentes, de hecho durante los años 1920 los medios de comunicación se referían al equipo como «los muchachos de don Victorio Marinetti», quien por ese entonces ocupaba un puesto en el directorio del club.[cita requerida]
Con la llegada del profesionalismo en 1931, el rol de entrenador comenzó a adquirir mayor importancia al interior del contexto futbolístico argentino. No obstante, la falta de fuentes o referencias hace difícil determinar quien fue el primer entrenador de Atlanta en ejercer dicho cargo de manera oficial. Una investigación realizada en 2004 por Edgardo Imas, miembro del Centro para la Investigación de la Historia del Fútbol (CIHF), encontró en la figura de Luis Célico, quien durante la temporada 1934 dirigió a la unión entre Atlanta y Argentinos Juniors, al entrenador más antiguo del que se tenga constancia.[cita requerida]
La misma investigación plantea que, desde 1956, han sido sobre 75 los entrenadores que han ocupado de manera interina o permanente el banquillo del club; entre estos Victorio Luis Spinetto fue quien dirigió la mayor cantidad de encuentros en la historia del club, con 205 partidos por torneos regulares a lo largo de cuatro ciclos y un período interino.[cita requerida] No obstante, esta marca está sujeta a la ya mencionada falta de referencias, puesto que, antes de 1956, el club estuvo bajo las órdenes de José María Casullo de forma interrumpida entre 1939 y 1946, pudiendo este alcanzar o superar la cifra de encuentros de Spinetto.[cita requerida] En el mismo sentido, siempre de acuerdo a lo recopilado por la investigación citada, tras Spinetto, quien además obtuvo el título de Primera B en 1956, se encuentran Rodolfo Bettinotti (114) y Jorge Luis Ghiso (113) como los entrenadores con mayor número de encuentros al frente del club.[cita requerida] Spinetto cuenta asimismo con el récord de partidos dirigidos de forma consecutiva con 94 entre 1956 y 1958, siendo escoltado en este aspecto por Osvaldo Zubeldía con 89 partidos entre 1960 y 1963.[cita requerida]
En lo que respecta a nacionalidades, los entrenadores de Atlanta han sido en su gran mayoría argentinos, en tanto que con respecto a los entrenadores nacidos fuera del país se tiene registro de tres: Luis Célico, de origen italiano y que llegó a Argentina poco tiempo después de nacer, Alberto Montaño de nacionalidad ecuatoriana, y Alejandro Orfila Colmenares que logró el ascenso a la B nacional en la temporada 2019.

## Palmarés
Títulos Nacionales (1)
| Palmarés de Atlanta                              | Palmarés de Atlanta     | Palmarés de Atlanta |
| Competición                                      | Títulos                 | Subcampeonatos      |
| ------------------------------------------------ | ----------------------- | ------------------- |
| Copa Suecia (Copa de 1era. División)             | 1958                    |                     |
| Segunda División                                 | 1956 y 1983             | 1953 y 1980         |
| Tercera División                                 | 1907, 1994-95 y 2010-11 | 1989-90 y 2016      |
|                                                  |                         |                     |
| Copa Argentina                                   |                         | 1969                |
|                                                  |                         |                     |
| Copa Competencia Adolfo Bullrich (2da. División) | 1908                    |                     |

### Copas amistosas nacionales
- Copa Cdad. de Santa Fe: 1966
- Copa J.E. Cysterszpiller: 1971

### Ascensos y descensos
Era Profesional
- Primera División a Primera B 1947
- Primera B a Primera División 1948
- Primera División a Primera B 1952
- Primera B a Primera División 1956
- Primera División a Primera B 1979
- Primera B a Primera División 1983
- Primera División a Primera B 1984
- Primera B a Primera B Nacional 1990
- Primera B Nacional a Primera B 1991
- Primera B a Primera B Nacional 1995
- Primera B Nacional a Primera B 1999
- Primera B a Primera B Nacional 2011
- Primera B Nacional a Primera B 2012
- Primera B a Primera B Nacional 2019

## Otras secciones deportivas
A lo largo de su historia, además del fútbol, el Club Atlético Atlanta ha incursionado en numerosas disciplinas deportivas y actividades sociales. En la actualidad la institución cuenta con secciones de baby fútbol, boxeo, futsal (infantil, femenino y masculino) , karate, musculación, patinaje artístico, handball, muay thai, básquet, judo, vóley, tenis de mesa, natación, jiu-jitsu, cross fit, ajedrez. 

### Futsal
La sección de futsal de Atlanta fue constituida en 1976 con el fin de disputar el primer campeonato organizado de este deporte jugado en Argentina, del cual resultó campeón. Durante los años 1970 el club repitió dicha marca en varias oportunidades.
Luego de que pasase a ser normado por la FIFA, en 1986 se organizó el primer campeonato de futsal bajo el alero de la Asociación del Fútbol Argentino. Desde entonces, Atlanta se adjudicó los títulos de la División de Honor en las temporadas 1989, 1990 y 1996, además de obtener el subcampeonato en 1988 y en el Torneo de Apertura 1997. Adicionalmente al certamen oficial, el club también logró ganar la Copa Benito Pujol Torres, competencia organizada en homenaje al expresidente de Newell's Old Boys, en el año 1996.
Es menester señalar que existe además un equipo de futsal femenino, cuya primera participación oficial en torneos AFA data del año 2006.

#### Palmarés
- Primera División: 3 (1989; 1990; 1996)

#### Datos del club
- Temporadas en Primera División: 16 (1986 — 2000; 2003)
- Temporadas en Primera B: 15 (2002; 2004 — 2013; 2018 — )
- Temporadas en Primera C: 4 (2014 — 2017)